# سنجاب زمینی واشینگتن
سنجاب زمینی واشینگتن (نام علمی: Urocitellus washingtoni) نام یک گونه از سرده سنجاب‌های زمینی تمام‌شمالی است.